# Platyceps
Genre
Platyceps est un genre de serpents de la famille des Colubridae.

## Répartition
Les 24 espèces de ce genre se rencontrent au Moyen-Orient, en Asie centrale, en Asie du Sud, dans la moitié Nord de l'Afrique et dans le sud-est de l'Europe. 

## Liste des espèces
Selon The Reptile Database (11 septembre 2015) :
- Platyceps afarensis Schätti & Ineich, 2004
- Platyceps bholanathi (Sharma, 1976)
- Platyceps brevis (Boulenger, 1895)
- Platyceps collaris (Müller, 1878)
- Platyceps elegantissimus (Günther, 1878)
- Platyceps florulentus (Geoffroy-St-Hilaire, 1827)
- Platyceps gracilis (Günther, 1862)
- Platyceps insulanus (Mertens, 1965)
- Platyceps karelini (Brandt, 1838)
- Platyceps ladacensis (Anderson, 1871)
- Platyceps largeni (Schätti, 2001)
- Platyceps messanai (Schätti & Lanza, 1989)
- Platyceps najadum (Eichwald, 1831)
- Platyceps noeli Schätti, Tillack & Kucharzewski, 2014
- Platyceps rhodorachis (Jan, 1865) - Couleuvre à dos rouge
- Platyceps scortecci (Lanza, 1963)
- Platyceps sinai (Schmidt & Marx, 1956)
- Platyceps sindhensis Schätti, Tillack & Kucharzewski, 2014
- Platyceps somalicus (Boulenger, 1896)
- Platyceps taylori (Parker, 1949)
- Platyceps tessellata (Werner, 1910)
- Platyceps thomasi (Parker, 1931)
- Platyceps variabilis (Boulenger, 1905)
- Platyceps ventromaculatus (Gray, 1834)

## Publication originale
- Blyth,  1860 : Report of Curator, Zoological Department. Journal of the Asiatic Society of Bengal, vol. 29, no 1, p. 87-115 (texte intégral).